# Bartholomäus

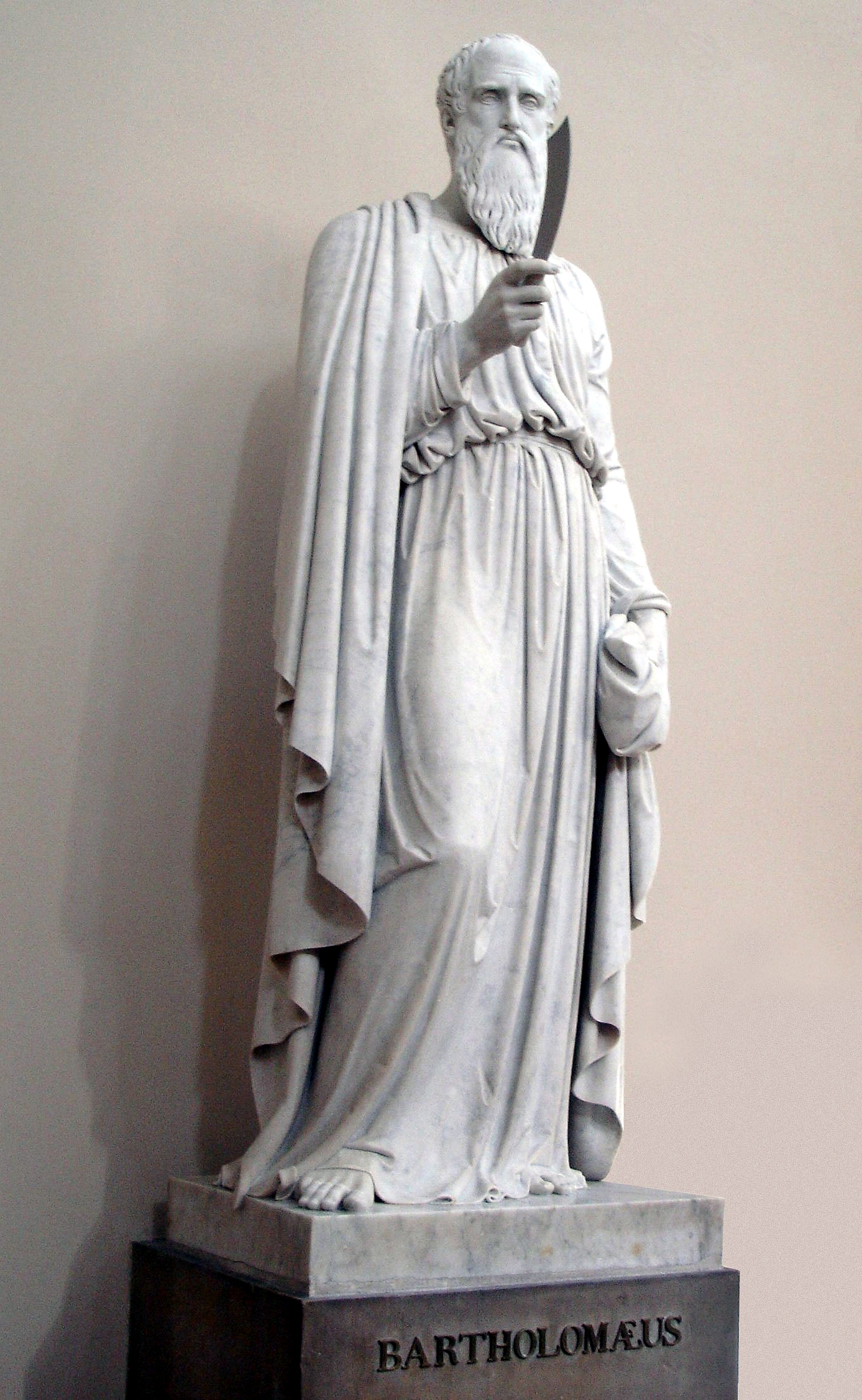
Statue des Apostels Bartholomäus mit seinem Attribut, einem Schindermesser (Kopenhagen)

Bartholomäus ist ein männlicher Personenname und Vorname. Insbesondere in Deutschland ist Bartholomäus auch als Familienname gebräuchlich.

## Herkunft und Bedeutung
Bartholomaeus ist die lateinische Variante des aramäischen und hebräischen Namens (ܒܪ ܬܘܠܡܝ) Bar-Talmaj (בר־תלמי), „Sohn des Tolmai/Talmai“.
Der Name Talmai bedeutet vermutlich „groß“. Eine andere Herleitung sieht den Namen als Kurzform des griechischen Ptolemäus.

## Der Apostel Bartholomäus
Bartholomäus war einer der zwölf Apostel (Mk 3,18 ) und wird in der katholischen Kirche und den orthodoxen Kirchen als Heiliger und Märtyrer verehrt.
Die Bibelwissenschaft sieht in Nathanael und Bartholomäus die gleiche Person. Jesus Christus bezeichnet ihn als „Mann ohne Falschheit“ (Joh 1,47 ). Einige Überlieferungen sehen in ihm auch den Bräutigam der Hochzeit zu Kana (Joh 2,1-11 ). Erst nach der Berufung zum Apostel wurde er Bartholomäus (Mt 10,3 ) genannt. Er predigte der Überlieferung nach in Persien, möglicherweise auch in Indien, wo er eine hebräische Abschrift des Matthäus-Evangeliums hinterlassen haben soll. Teils wird ihm auch die Verbreitung des Evangeliums in Ägypten und Armenien zugeschrieben.
Den Märtyrertod starb er 71 n. Chr. vermutlich in der Stadt Albanopolis in Albanien. Sein Tod wurde der Überlieferung zufolge nach herbeigeführt, indem ihm die Haut abgezogen wurde. Sein ikonographisches Heiligenattribut ist daher das dabei verwendete Schindermesser.
Verehrung
Um 580 kamen die Reliquien des hl. Bartholomäus auf die Insel Lipari in Italien und 838 bei einem Sarazeneneinfall von dort nach Benevent. Kaiser Otto II. soll sie 983 nach Rom gebracht haben, wo sie in San Bartolomeo all’Isola auf der Tiberinsel in den Altar eingebettet wurden. 1238 wurde der hl. Bartholomäus zum Hauptpatron des Frankfurter Domes, wohin bereits unter Kaiser Friedrich Barbarossa die Hirnschale des Heiligen gebracht worden war. Des Weiteren finden sich an mehreren Orten Reliquien des Bartholomäus, so z. B. im Kloster Andechs in Bayern.
In Michelangelos Jüngstem Gericht in der Sixtinischen Kapelle in Rom gilt das Antlitz auf der von Bartholomäus getragenen Haut als Selbstbildnis des Künstlers.
Das Fest des hl. Bartholomäus in der Liturgie ist der 24. August. Bis 1955 hatte es am Vortag, dem 23. August, eine Vigil. Für den Tag gibt es mehrere Bauernregeln:
- „Wie Barthel sich verhält, ist der ganze Herbst bestellt.“
- „Bleiben die Störche über Bartholomae, so kommt ein Winter, der tut nicht weh.“

## Namensvarianten
- deutsch: Bartholomäus, Bartolomäus, Bartholomä, Bartholomae, Bartolomä, Bartolomae, Barthel, Barthelme, Bartholomay,  Bartholomes, Barthelmes, Barthelmess, Barthelmeß
  - niederdeutsch: Bartholomeus, Bartel, Bartolomeüs (?)
  - oberdeutsch: Barthlin (alemannisch)

- armenisch: Բարդուղիմեոս Bardughimeos (Bardouġmevos)
- amharisch: Berteloméwos (?)
- arabisch: برثولماوس
- aramäisch: Bartolmai ܒܰܪ ܬܽܘܠܡܰܝ
- dänisch: Bartholomæus
- englisch: Bartholomew, Bart
- estnisch: Pärtel
- färöisch: Bartolomeus, Bartal
- finnisch: Perttu
- französisch: Barthélemy
- Griechisch: Βαρθολομαίος Vartholoméos
  - Altgr: Βαρθολομαῖος Bartholomaíos
- hebräisch: בר־תלמי ,בַּר־תַּלְמַי Bar-Thalmaj, Bar-Talmaj
- italienisch: Bartolomeo, Bartolommeo, Bartholomeo
- irisch: Baitrliméad, Parthálan
- katalanisch: Bartomeu
- kroatisch: Bartolomej
- lateinisch: Bartholomaeus, Bartolus
- litauisch: Baltramiejus
- luxemburgisch: Bartholomäus (Barthélemy)
- maltesisch: Bartoloméw (Schriftsprache), Bartilméw (umgangssprachlich)
- niederländisch: Bartolomeüs
- norwegisch: Bartolomeus (Bartolomaios) (Bokmål)
- polnisch: Bartłomiej (Langform), Bartosz, Bartek; Bartuś (Kurzform; Kosename);
- portugiesisch: Bartolomeu
- provenzalisch: Barthomieu
- russisch: Warfolomej (kyr. Варфоломей)
- rätoromanisch: Barclamiu
- rumänisch: Bartolomeul, Birtalan
- schottisch-gälisch: Párlan
- schwedisch: Bartolomaios, Bartolomeus (ältere Transkription)
- serbisch: Vartolomej (kyr. Вартоломеј)
- slowakisch: Bartolomej
- slowenisch: Jernej, Bartolomej
- spanisch: Bartolomé
- tschechisch: Bartoloměj
- ungarisch: Bertalan (als Vorname), Bartal, Bartos, Bartó, Bartha, Barta, Birtalan,       (als Nachnamen)
- ukrainisch: Варфоломій Warfolomij

Kurzformen
- Bart (englisch, flämisch)
- Bartl, Barti, Barthel, Bartho, Barthol
- Barthold, Bartholoma, Bartholomaus, Barti
- Bartin, Bartle, Bartlet, Bartlett, Barthels
- Bartolome, Bartolv, Bartome, Bartolommeo
- Barton, Bartos, Bartosz, Bartus, Bartusch, Bartow, Barkto
- Barkte (sorbisch), Bartt, Bates, Bertel, Mawe, Mewes, Mils, Meo
- Miu (rätoromanisch)
- Berci (ungarisch)
- Bartek (polnisch/slawisch)

## Vorname
- Bartholomäus von Grottaferrata (980–1055), italienischer Mönch und Heiliger
- Bartholomäus von Simeri (1050–1130), griechischer Mönch, Klostergründer, Heiliger
- Bartholomäus von Salerno (12. Jahrhundert), italienischer Arzt und Verfasser bzw. Herausgeber eines Arzneibuches
- Bartholomäus (Schlesien) (12. Jahrhundert), deutscher Verfasser eines Arzneibuches; siehe Bartholomäus von Salerno#Werk
- Bartholomäus von Stettin († ~ 1220), pommerscher Adliger
- Bartholomaeus Anglicus (1190–1250), franziskanischer Scholastiker und Enzyklopädist
- Bartholomäus († nach 1254), pommerscher Adliger
- Bartholomaeus Brixiensis (1200–1258), italienischer Kirchenrechtler
- Bartholomäus Mansel (1264–1289), römisch-katholischer Bischof
- Bartholomäus Hoeneke (14. Jahrhundert), Chronist des Schwertbrüderordens
- Bartholomäus von Hamm (* vor 1300; † 1353), Kölner Dombaumeister
- Bartholomäus von Brügge († 1356), flämischer Arzt und Naturphilosoph
- Bartholomäus von Pisa (1338–1401), Franziskaner
- Bartholomäus von Maastricht (* um 1380; † 1446), deutscher Theologe und  Kartäuser
- Bartholomäus Fröwein († 1430), Abt von Kloster Ebrach und Hochschullehrer in Wien
- Bartholomäus Ghotan († vor 1496), Buchdrucker in Magdeburg, Lübeck und Stockholm
- Bartholomäus May (1446–1531), Schweizer Kaufmann, bernischer Heerführer und Staatsmann
- Bartholomäus Kranepul (1450–1508), deutscher katholischer Theologe
- Bartholomäus Scherrenmüller (1450–1493), deutscher Mediziner
- Bartholomäus Zeitblom (1455–1518), deutscher Maler der Ulmer Schule
- Bartholomaeus Coloniensis (1460–1500), deutscher Humanist und Rektor der Mindener Domschule
- Bartholomäus Arnoldi (1465–1532), deutscher Philosoph und katholischer Theologie
- Bartholomäus Stein (1477–1520), deutscher Humanist und Geograph
- Bartholomäus von Münsterberg (auch: Bartholomäus von Podiebrad; * um 1478, † 1515), Herzog von Münsterberg und Graf von Glatz
- Bartholomäus V. Welser (1484–1561), Augsburger Patrizier und Großkaufmann
- Bartholomäus Kistler (1486–1525), Straßburger Buchdrucker
- Bartholomäus Bernhardi (1487–1551), deutscher lutherischer Theologe
- Bartholomäus Heynemann (um 1490/1500-nach 1549), Rektor der Thomasschule zu Leipzig
- Bartholomaeus Rieseberg (1492–1566), deutscher evangelischer Theologe
- Bartholomäus Bruyn der Ältere (1493–1555), deutscher Renaissancemaler und Porträtist
- Bartholomaeus Suawe (1494–1566), deutscher evangelischer Theologe und Reformator
- Bartholomäus von Carranza (1503–1576), Bischof von Toledo, Opfer der Inquisition
- Bartholomäus VI. Welser (1512–1546), Augsburger Patrizier
- Bartholomäus Sastrow (1520–1603), deutscher Schriftsteller
- Bartholomäus Rosinus (1520–1586), lutherischer Theologe
- Bartholomäus Schönborn (1530–1585), deutscher Mathematiker, Astronom, Philologe, Physiker und Mediziner
- Bartholomäus Ringwaldt (1532–1599), didaktischer Dichter und lutherischer Theologe
- Bartholomäus Viatis (1538–1624), Nürnberger Kaufmann und Patrizier
- Bartholomäus Krüger (1540–1597), deutscher Schriftsteller
- Bartholomäus Scultetus (1540–1614), Stadtrichter und Bürgermeister in Görlitz
- Bartholomäus Spranger (1546–1611), holländischer Maler
- Bartholomäus Schönebeck (1548–1605), Kaufmann und Ratsherr in Stendal
- Bartholomäus Frenzel (1550–1600), neulateinischer Dichter
- Bartholomäus Agricola (1560–1621), deutscher Franziskaner-Minorit und Komponist
- Bartholomäus Bruyn III. (1560–1603), deutscher Maler
- Bartholomäus Pitiscus (1561–1613), deutscher Mathematiker
- Bartholomäus Gesius (1562–1613), deutscher Kantor und Komponist
- Bartholomäus Reusner (1565–1629), deutscher Rechtswissenschaftler
- Bartholomäus Anhorn der Ältere (1566–1642), Schweizer reformierter Pfarrer und Historiker
- Bartholomäus von Dobschütz (1568–1637), schlesischer Landeshauptmann von Namslau
- Bartholomäus Ehinger (1569–1632), Abt der Reichsabtei Ochsenhausen
- Bartholomäus Battus (1571–1637), deutscher evangelischer Theologe
- Bartholomäus Keckermann (um 1572–1609), deutscher reformierter Theologe und Philosoph
- Bartholomäus Steinle (1580–1628), deutscher Bildhauer und -schnitzer
- Bartholomäus Petermann, Kreuzkantor (1589–1606)
- Bartholomäus Elsner (1596–1662), deutscher lutherischer Theologe, Sprachwissenschaftler und Orientalist
- Bartholomäus Stosch der Jüngere (1604–1686), deutscher reformierter Theologe
- Bartholomäus Wernigk (1610–1686), deutscher Regierungsrat und Präsident des pfalz-zweibrückischen Oberkonsistoriums
- Bartholomäus Holzhauser (1613–1658), Gründer der ersten Weltpriestergemeinschaft
- Bartholomäus Khöll (1614–1664), österreichischer kaiserlicher Hofsteinmetzmeister des Barock
- Bartholomäus Anhorn der Jüngere (1616–1700), Schweizer reformierter Pfarrer und Historiker
- Bartholomäus Leonhard von Schwendendörffer (1631–1705), deutscher Rechtswissenschaftler
- Bartholomäus Aich (um 1648), deutscher Barockkomponist
- Bartholomäus I. von Tinti (1661–1757), Hofkammerrat und portugiesischer Resident am Hofe von Kaiserin Maria Theresia
- Bartholomäus Crasselius (1667–1724), deutscher lutherischer Geistlicher und Kirchenlieddichter
- Bartholomäus des Bosses (1668–1738), niederländischer Jesuitenpater
- Bartholomäus Seuter (1678–1754), Goldarbeiter, Emailleur, Porzellan- und Fayencemaler und -händler und Kupferstecher
- Bartholomäus Ziegenbalg (1682–1719), deutscher evangelischer Missionar
- Bartholomäus III. von Tinti (1736–1794), Freimaurer
- Bartholomäus Zitzelsberger (1740–1835), deutscher Pfarrer
- Bartholomäus Grass (1743–1815), Schweizer reformierter Pfarrer und Schulreformer
- Bartholomäus von Stürmer (1787–1863), österreichischer Diplomat und Staatsmann
- Bartholomäus Haanen (1813–1895), deutscher Politiker, Reichstagsabgeordneter
- Bartholomäus von Werner (1842–1924), preußischer Marineoffizier
- Bartholomäus Koßmann (1883–1952), deutscher Politiker der Zentrumspartei (später CVP)
- Bartholomäus Yu Chengti (1919–2009), römisch-katholischer Bischof von Hanzhong in der zentralchinesischen Provinz Shaanxi
- Bartholomäus I. (* 1940), Patriarch von Konstantinopel
- Bartholomäus Kalb (* 1949), deutscher Politiker (CSU), MdB
- Bartholomäus Grill (* 1954), deutscher Journalist und Afrika-Experte

## Familienname
- Adam Bartholomäus, kurpfälzischer Hofprediger und Pfarrer in Bretten und Ulm
- Adolph Bartholomäus (1843–1891), deutscher Eisenbahningenieur und Politiker, MdL (Königreich Sachsen)
- Elke Bartholomäus (* ≈1979), deutsche Vokalistin und Komponistin
- Gustav Bartholomäus (1924–2009), deutscher Flottillenadmiral
- Heidrun Bartholomäus (* 1957), deutsche Schauspielerin und Synchronsprecherin
- Heinrich Bartholomäus (1900–1960), deutscher Politiker (NSDAP), Oberbürgermeister von Worms
- Herbert Bartholomäus (1910–1973), deutscher Maler, Grafiker und Illustrator
- Horst Bartholomäus (* 1927), deutscher Fußballspieler der 1950er Jahre
- Johannes Bartholomäus (* 1959), deutscher Pharmazeut und Hochschullehrer
- Oskar Bartholomäus (1842–1921), deutscher Generalmajor
- Regina Bartholomäus (* 1944), deutsche Basketballspielerin
- Talin Bartholomäus (* 2008), deutscher Schauspieler
- Thomas Bartholomäus (* 1971), deutscher Schauspieler, Hörspiel- und Synchronsprecher und Schauspiel-Coach
- Ulrike Bartholomäus (* 1965), deutsche Journalistin
- Walter Bartholomäus (* 1983), österreichischer Eishockeyspieler
- Wolfgang Bartholomäus (1934–2008), deutscher katholischer Theologe und Hochschullehrer